# Gråverk

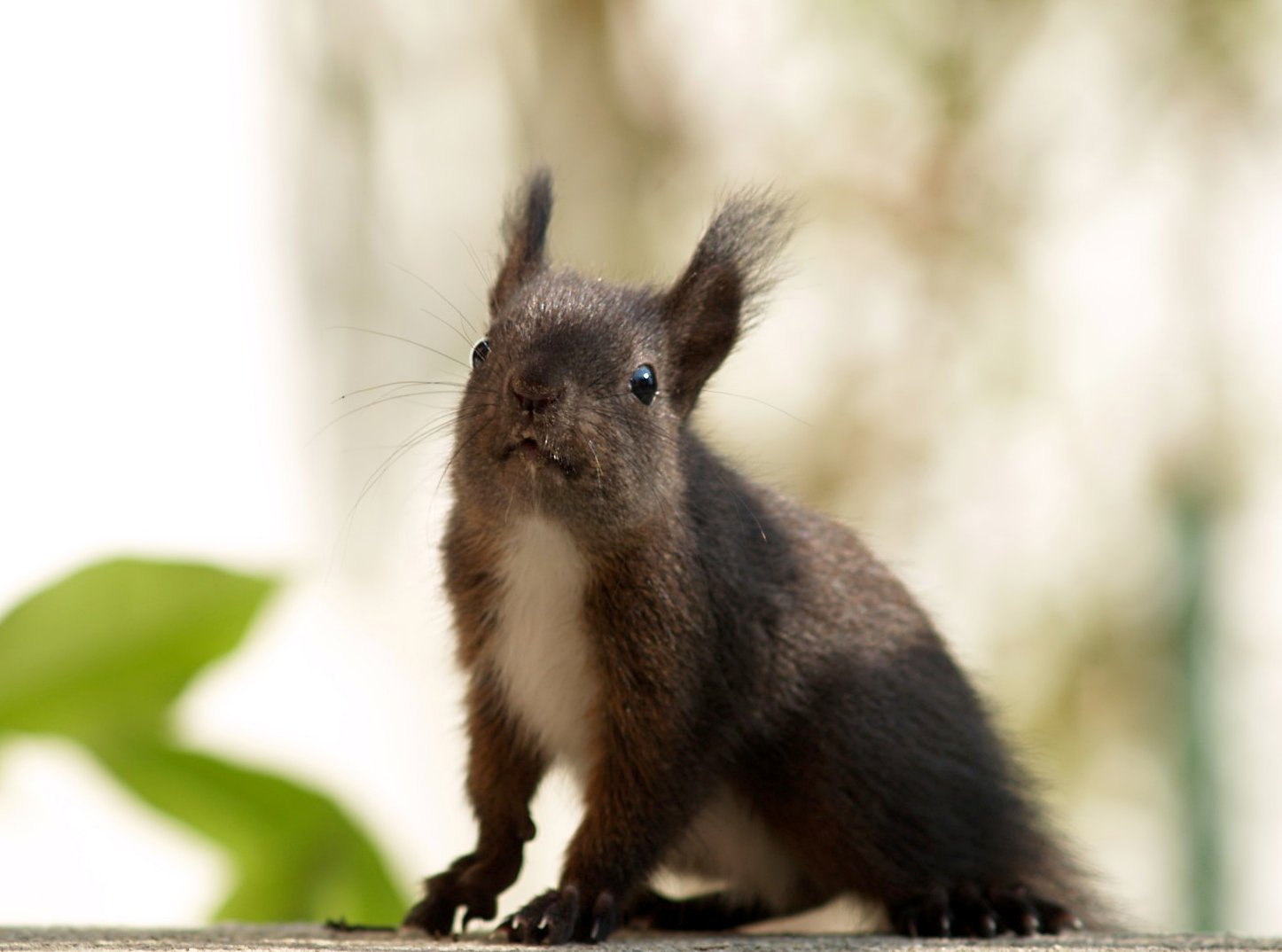
Mörk variant av ekorre.

Gråverk (eng. vair) betecknar pälsverk gjorda av ekorrens vinterpäls. Gråverk som fodermaterial var mycket populärt under medeltiden, och handeln med ekorrskinn var en av grundvalarna till Gotlands goda ekonomi under tiden innan 1300-talet. 
Ekorrarna i fråga var blågrå på ryggen och vita på magen, och bildade ett karakteristiskt mönster när skinnen syddes ihop, med alternerande "koppliknade" bitar av rygg- och magskinn i blågrått och gråvitt. Det fanns flera varianter på gråverk, där det var mer eftertraktat (men dyrare) med en högre andel av de ljusa magskinnen.

## Gråverk i heraldik

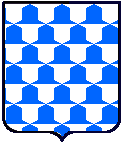
Heraldiskt gråverk

I heraldiken syns mönstret gråverk – inspirerat just av ekorrens vinterpäls – ofta avmålat i blått och vitt.